# Stefan Levin
Stefan Levin, född den 12 augusti 1964 i Värnamo, är en svensk tonsättare, producent och gitarrist. Levin studerade gitarr vid Musikhögskolan i Göteborg och senare komposition Musikhögskolan i Malmö, samt utlandsstudier i Tyskland och Italien. Levin studerade även komposition privat för Sven-Eric Johanson i Göteborg 1986-1988.
Hans verklista från 1990-talet består bland annat av kammarmusik och av musik till 16 teaterproduktioner för bland annat Stockholms Stadsteater, Göteborgs Stadsteater, Helsingborg Stadsteater, Dalateatern.
2000-talet har präglats av musik för nutida dansproduktioner: Musiken till tre baletter för Cullbergbaletten, As if, Negro con Flores och Blanco. Ett flertal samarbeten med danskompaniet Stockholm 59° North som har resulterat i kreationerna Cantus in memory of the dancing Queen, Kom ni döttrar, Sand, Sans sable och Gration uppförda på Kungliga Operans stora scen såväl som på utlandsturnéer.
Levins samarbete med den svenske koreografen Pontus Lidberg har genererat flera nya världspremiärer:
Written on Water som hade premiär i oktober 2014 på New York City Center, Summer's Winter Shadow med premiär 2015 på Les Ballet des Monte Carlo, The Dreamer, SVT november 2016, och SIREN som hade premiär i augusti 2018 i Italien. 2021 hade "Ikaros" premiär på Skuespilhuset med Danska Danseteater. Sommaren 2023 hade "On the Nature of Rabbits" premiär på Biennalen i Venedig.
De senaste årens samarbeten med den belgiska koreografen Jeroen Verbruggen har resulterat i
The Great Trust, med premiär på Hessisches Staatsballett 17/2 2018 och Dancehall som för Moscow Ballet Theatre med premiär i Moskva, 21/6 2019.
Levin har sedan 2013 även komponerat musik till flera prisbelönta filmer, bland andra: 
- Bo being Bo Widerberg (I Huvudet på Bo) av Jon Asp & Mattias Nohrborg
- Survivning The Death Committee av Nima Sarvestani

- 100 Årstider av Giovanni Bucchieri
- Written on Water av Pontus Lidberg

- Återträffen[6][7] av Anna Odell
- Those who said No[8] av Nima Sarvestani
- Prison Sisters  av Nima Sarvestani
- Stronger than a bullet[9] och Sussie och dockhuset av Maryam Ebrahimi
- Möte om eftermiddagen[10] i regi av Åsa Kalmér
- "Händelser i Ydre[11] av Fosfor Produktion
- X&Y[12] av Anna Odell

Tillsammans med Hans Nyman i duon Nyman/Levin har han även släppt tre fullängds-album med improviserad gitarrmusik, Duon har även skapat originalmusik till Stockholm 59°North och Pontus Lidberg Dance.
Hösten 2019 debuterade Levin som musikaltonsättare med Stockholms Musikteater på Scalateatern i Stockholm med "Avgång 23.11" med premiär 9/10. Deras samarbete fortsatte hösten 2024 med musikteaterpjäsen "Tankens Revolution".  
Stefan Levin signades hösten 2019 av Playground Music Scandinavia och driver sin egen studio "Levin Studios" i centrala Stockholm sedan 2003.  